# Cândido de Campos
Cândido Torres Rangel de Campos (Rio de Janeiro, 11 de janeiro de 1885 — Rio de Janeiro, 9 de dezembro de 1954) foi um jornalista brasileiro, proprietário do jornal A Notícia.

## Biografia
Filho de João Salustiano de Campos, e Cândida Torres Rangel de Campos, Cândido de Campos foi para São Paulo estudar medicina, não logrando concluir o curso. De volta ao Rio, em 1905, criou a revista de letras e artes Caravana. Mais tarde criou uma empresa de seguros. No entanto, sua vocação era o jornalismo.
Em 1906 o jornalista Oliveira Rocha chamou-o para dirigir o suplemento dominical da Gazeta de Notícias. Logo passou à secretaria do jornal e, mais tarde, à direção do jornal, que foi fundado por Ferreira de Araújo e Henrique Chaves.
Fundou, com Coelho Neto, a revista Concórdia. Em 1921, quando a Gazeta de Notícias foi vendida a Vladimir Bernardes, Cândido de Campos deixou o jornal e foi dirigir A Notícia, onde já trabalhava Joaquim de Sales.
Na revolução de 1930, A Notícia foi empastelada, tendo Cândido se refugiado na Embaixada do Peru, antes de se exilar em Paris. Regressou ao Brasil dois anos depois, lançando o semanário econômico A Informação.
Em 1936, Cândido reativou A Notícia, que anos mais tarde foi vendida para o jornalista Chagas Freitas.
Cândido de Campos foi casado com Henriqueta de Almeida Campos (+27.4.1971) e não deixou descendentes.
Em 02 de fevereiro de 1955, através do Decreto 12.767 seu nome - Jornalista Cândido Campos - foi dado a uma rua no bairro de Realengo.